# Kecskeméti TE
Kecskeméti TE är en fotbollsklubb från Kecskemét i Ungern. Klubben grundades 1911 och spelar sina hemmamatcher på Stadion Széktói som har en publikkapacitet på 6 300 åskådare.

## Meriter
- Ungerska cupen (1): 2010–11.[1]

## Placering tidigare säsonger
| Säsong  | Nivå | Liga                | Placering | Referens | Notering                               |
| ------- | ---- | ------------------- | --------- | -------- | -------------------------------------- |
| 2008/09 | 1    | Nemzeti Bajnokság I | 5         | [ 2 ]    |                                        |
| 2009/10 | 1    | Nemzeti Bajnokság I | 10        | [ 3 ]    |                                        |
| 2010/11 | 1    | Nemzeti Bajnokság I | 12        | [ 4 ]    |                                        |
| 2011/12 | 1    | Nemzeti Bajnokság I | 5         | [ 5 ]    |                                        |
| 2012/13 | 1    | Nemzeti Bajnokság I | 7         | [ 6 ]    |                                        |
| 2013/14 | 1    | Nemzeti Bajnokság I | 10        | [ 7 ]    |                                        |
| 2014/15 | 1    | Nemzeti Bajnokság I | 9         | [ 8 ]    | Fick ingen licens för säsongen 2015/16 |

## Kända spelare
- Mihajlo Rjasko